# Hòa Bình
Cet article concerne la ville. Pour le film de 1970, voir Hoa-Binh (film).
Hòa Bình [hʷâː ɓîŋ̟]  est une ville du nord du Viêt Nam, chef-lieu de la province de Hòa Bình. Elle est située à 76 km à l'est d'Hanoï sur les rives de la rivière Noire (Sông Đà en vietnamien). Sur cette même rivière se trouve le barrage d'Hòa Bình, le plus grand barrage hydroélectrique d'Asie du Sud-Est, qui a formé un lac-réservoir de 9,5 milliards de mètres cubes.
La région est riche en rizières et en forêts.

## Histoire
La région est le site du hoabinhien, culture mésolithique qui marque une transition entre le paléolithique et le néolithique. La ville comporte une École ethnique secondaire de culture et d’art et un musée archéologique.
Vers la fin de la Seconde Guerre mondiale, à la suite du Coup de force japonais de 1945 en Indochine, de nombreux français, civils et, surtout, militaires, furent faits prisonniers dans divers camps de l’armée japonaise, dont en particulier à Hòa-Bình, camp qui fut surnommé ‘Camp de la mort lente’ du fait de la forte mortalité causée par les conditions très dures de détention et de travail forcé. Les prisonniers survivants furent libérés après la reddition japonaise mais furent initialement cantonnés à la Citadelle de Hanoï où ils continuèrent à subir des conditions difficiles qui résultèrent dans le décès de près de 200 d'entre eux,.
Au cours de la guerre d'Indochine pendant l'hiver 1951, la ville a été le théâtre de la bataille de Hòa Bình.